# Lithiophilite
La lithiophilite est un minéral contenant l'élément lithium. C'est un phosphate de lithium et de manganèse(II) de formule : LiMnPO4. On le trouve dans des pegmatites souvent associé à la triphylite, le pôle pur en fer, formant une série de solution solide avec lui. Le minéral de composition intermédiaire est appelé sicklerite (Li(Mn,Fe)PO4). Le nom lithiophilite provient du grec philos (φιλός) "ami", car la lithiophilite contient du lithium.
La lithiophylite est un minéral résineux rougeâtre à brun jaunâtre cristallisant dans le système orthorhombique, souvent en prismes élancés. Elle est habituellement associée à la lépidolite, le béryl, quartz, l'albite, l'amblygonite, et le spodumène d'origine pegmatitique. Elle s'altère assez facilement en une variété de phosphates et d'oxydes secondaires de manganèse. C'est un minéral de stade tardif dans certaines pegmatites granitiques complexes. Les membres de la série triphylite-lithiophilite s'altèrent facilement en minéraux secondaires.
Le topotype est la carrière Branchville, Branchville, comté de Fairfield dans le Connecticut où elle a été signalée pour la première fois en 1878. Le plus grand monocristal de lithiophilite documenté a été trouvé dans le New Hampshire, aux États-Unis, il mesurait 2,44×1,83×1,22 m3 et pesait ~20 tonnes.
La forme synthétique de la triphylite, le phosphate de fer et de lithium, est un matériau prometteur pour la production de batteries lithium-ion.